# Гогоберидзе, Автандил Николаевич
Автандил Николаевич Гогоберидзе (груз. ავთანდილ ნიკოლოზის ძე ღოღობერიძე; 3 августа 1922, Сухуми, Грузинская ССР, ЗСФСР, СССР — 20 ноября 1980, Тбилиси, Грузинская ССР, СССР) — советский футболист и тренер, нападающий тбилисского «Динамо». Заслуженный мастер спорта СССР (1951). Мастер спорта СССР (1946).

## Биография
Выступал за команды «Пищевик» Сухуми, «Динамо» Сухуми. Наиболее известен по выступлениям за «Динамо» Тбилиси, в котором провёл 17 сезонов.
Сыграл 3 матча за сборную команду СССР, забив 1 гол, в том числе один матч — за олимпийскую сборную СССР на Олимпийских играх 1952 года. Также за сборную СССР сыграл в трёх неофициальных матчах.
При тренерском участии Гогоберидзе «Динамо» (Тбилиси) стал чемпионом СССР 1964.
В 1967 году попал в автомобильную аварию, потерял речь, был прикован к постели.
Автор книги «С мячом за тридевять земель» (Тб., 1964).
Скончался 20 ноября 1980 года в Тбилиси. Похоронен на Сабурталинском кладбище.

## Достижения

### Командные
- Чемпионат СССР:

Серебряный призёр (2): 1951, 1953
Бронзовый призёр (4): 1946, 1947, 1950, 1959
- Кубок СССР:

Финалист: 1946

### Личные
- Лучший бомбардир чемпионата СССР: 1951, 1953
- В списке 33 лучших — 8 раз (1951, 1953, 1954 год, под № 1; 1950, 1952, 1955, 1959 год, под № 2; 1956 год, под № 3)
- Член Клуба Григория Федотова (143 мяча)

## Награды
- орден Трудового Красного Знамени (27.04.1957) — «за успехи, достигнутые в деле развития массового физкультурного движения в стране, повышения мастерства советских спортсменов, и успешное выступление на международных соревнованиях»[6]